# Matthiessensche Regel
Die Matthiessensche Regel (benannt nach Augustus Matthiessen) ist ein Zusammenhang aus der Materialwissenschaft. Sie besagt allgemein, dass sich der spezifische Widerstand {\displaystyle \rho } für mehrere voneinander unabhängige Streuprozesse zusammensetzt aus der Summe der spezifischen Widerstände der einzelnen Streuprozesse:
{\displaystyle \rho =\rho _{1}+\rho _{2}}
Beispielsweise setzt sich der spezifische Widerstand eines Metalls zusammen aus
- einem temperaturabhängigen Term, der durch Streuung der Elektronen an den Gitterschwingungen (Phononen) entsteht
- einem weiteren temperaturabhängigen Term, der durch Elektronen-Elektronen-Streuung entsteht, und
- einem temperaturunabhängigen Term, der durch Streuung der Elektronen an Gitterfehlern (Defekten) entsteht:

{\displaystyle \rho (T)\ =\ \rho _{\mathrm {Phononen} }(T)+\rho _{\mathrm {Elektronen-Elektronen} }(T)+\rho _{\mathrm {Defekte} }},
mit der Temperatur {\displaystyle T}.
Bei Zimmertemperatur (300 K) wird der spezifische Widerstand vorwiegend durch Stöße mit Gitterphononen verursacht, nahe beim absoluten Temperaturnullpunkt (4 K) sind Stöße mit Fremdatomen und mechanischen Gitterfehlern relevanter. Diese empirisch gefundene Regel gilt nur näherungsweise und nicht für verschiedene Einkristalle (wie wolframdotierte Molybdän-Einkristalle).